# Guillaume de Maleville
Guillaume de Maleville   (Sarlat e La Canedat, 30 d'agost de 1805 - París, 25 de desembre de 1889), marquès de Maleville, fou un advocat i polític francès.
Nomenat pare de França el 21 de juliol de 1846, es va mantenir fidel a la família Orleans després de la Revolució francesa de 1848, i no va voler unir-se al Segon Imperi Francès.